# شعبة كارش (المخادر)

تعديل مصدري - تعديل

شعبة كارش محلة تابعة لقرية المنقودة، التابعة لعزلة السحول بمديرية المخادر إحدى مديريات محافظة إب في الجمهورية اليمنية، بلغ تعداد سكانها 129 حسب تعداد اليمن لعام 2004.